# Trolejbusová doprava v Kutaisi

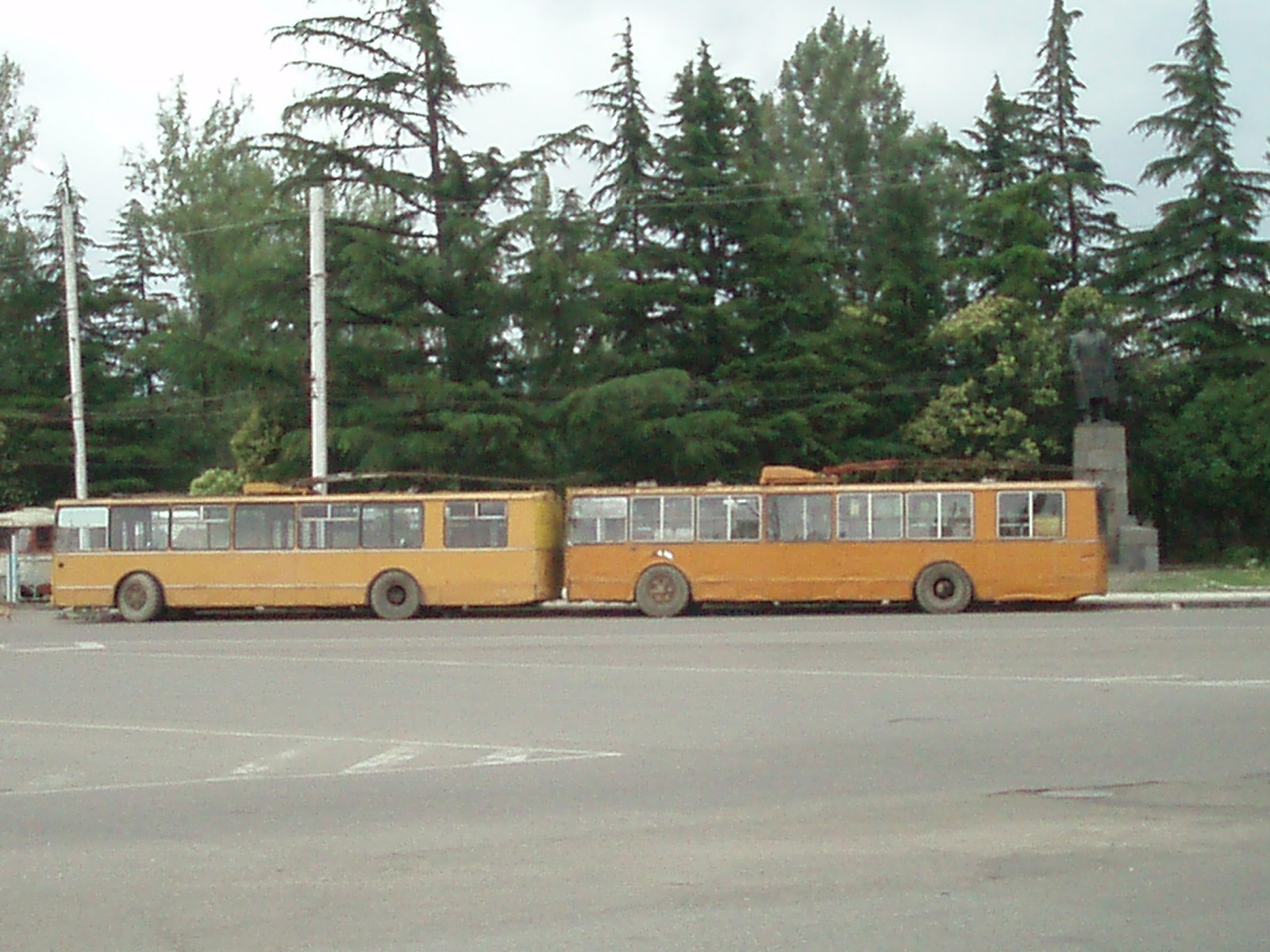
Trolejbusy ZiU v Kutaisi v roce 2007

Druhé největší gruzínské město Kutaisi provozovalo do roku 2009 vlastní trolejbusovou síť.
Trolejbusová doprava se v Kutaisi postupně rozvíjela od konce 40. let 20. století (po Tbilisi se jednalo o druhý nejstarší systém v Gruzii). Otevření první linky proběhlo 11. září 1949, maximální délky síť dosáhla o 30 let později. Tehdy bylo v provozu 10 linek o celkové délce 88 km, na kterých jezdilo 76 trolejbusů. Situace se ale zhoršovala (zejména po rozpadu Sovětského svazu), až v roce 2001 zůstaly v provozu čtyři linky a o pět let později pouze linky tři. Doprava na nich byla přerušena 14. ledna 2007. V srpnu a v září 2008 byl obnoven provoz na linkách č. 6 a 7, z nichž každá měřila přibližně tři kilometry a které ale nebyly vzájemně propojeny. Stalo se tak díky trolejbusům ZiU-682 převzatým z Tbilisi, které původně jezdily v Athénách. Definitivní ukončení trolejbusového provozu v Kutaisi proběhlo v létě 2009, kdy také byla část trolejového vedení demontována.
Ve kutaiském vozovém parku se vystřídalo více typů trolejbusů. Provoz byl zahájen se sovětskými vozy MTB-82 a ojetými JaTB-4 původem z Tbilisi. Později zde jezdily také československé vozy značky Škoda. Konkrétně šlo o legendární „devítky“ (trolejbusy Škoda 9Tr, kterých bylo do Kutaisi dodáno celkem 121) a také „čtrnáctky“ (Škoda 14Tr, ve druhé polovině 80. let byly zakoupeny pouze dva kusy). V roce 2002 byl obnoven zastaralý vozový park pěti ojetými trolejbusy ruské výroby ZiU-682 (modernizovaná verze vozů ZiU-9, jež byly v Kutaisi také v provozu) z Athén.